# Struthiola confusa
Struthiola confusa är en tibastväxtart som beskrevs av Charles Henry Wright. Struthiola confusa ingår i släktet Struthiola och familjen tibastväxter. Inga underarter finns listade i Catalogue of Life.